# Dunkers församling
Dunkers församling var en församling i Strängnäs stift och i Flens kommun i Södermanlands län. Församlingen uppgick 2006 i Dunker-Lilla Malma församling.

## Administrativ historik
Församlingen har medeltida ursprung och har till 2006 bildat pastorat med Lilla Malma församling, till 1948 som moderförsamling, därefter som annexförsamling. Församlingen uppgick 2006 i Dunker-Lilla Malma församling.

## Kyrkor
- Dunkers kyrka